# فيل كوستا
فيل كوستا (بالإنجليزية: Phil Costa)‏ هو سياسي أسترالي، ولد في 24 يوليو 1949 في أستراليا. حزبياً، نشط في حزب العمال الأسترالي. وقد انتخب عضو الجمعية التشريعية نيو ساوث ويلز عن دائرة Electoral district of Wollondilly ‏ (24 مارس 2007 – 4 مارس 2011).